# Isel
Pour l’article homonyme, voir Institut supérieur d'études logistiques.
L'Isel est une rivière autrichienne d'une longueur de 57 km qui coule dans l'est du Tyrol et se jette dans la Drave.

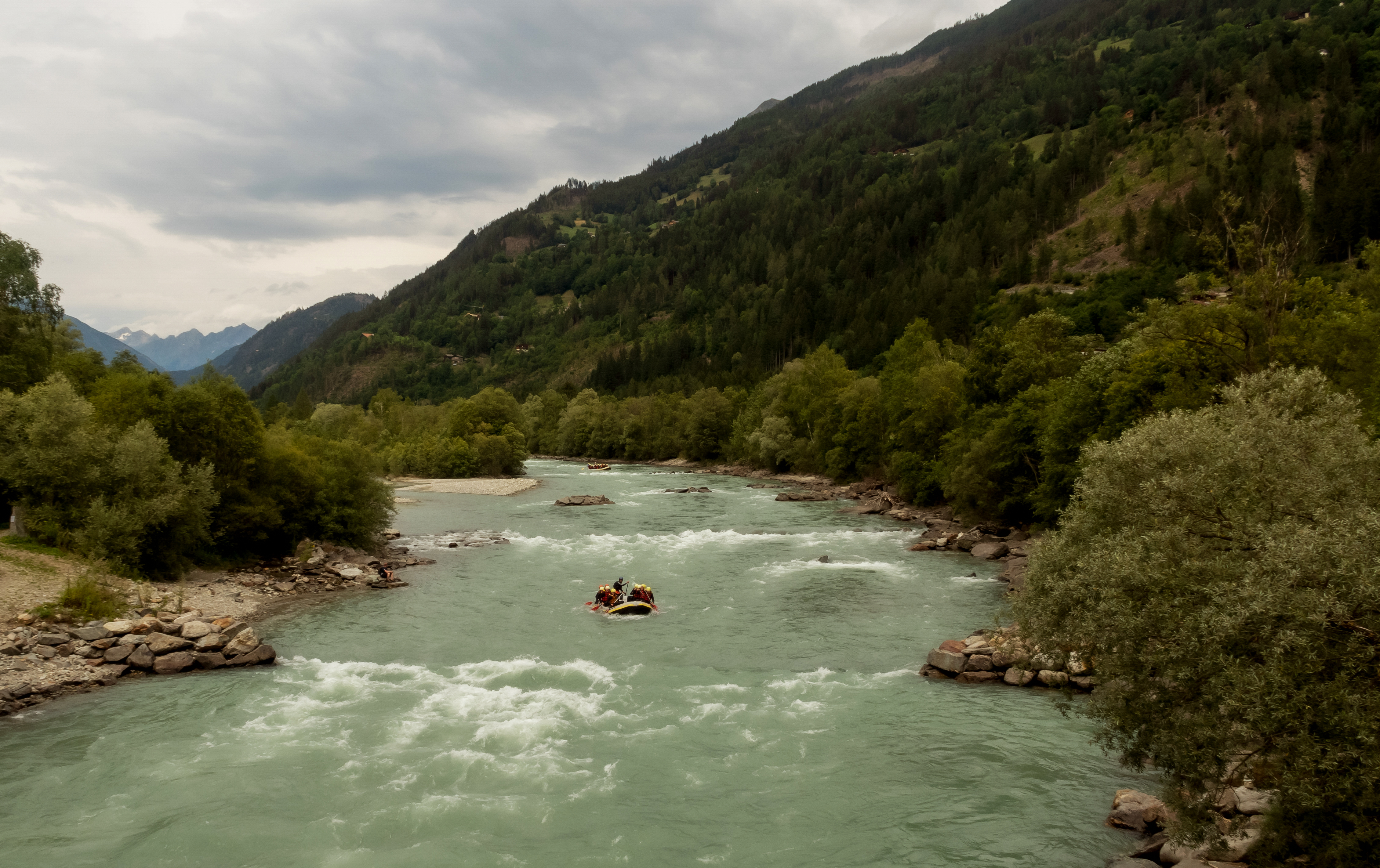
l'Isel près Ainet

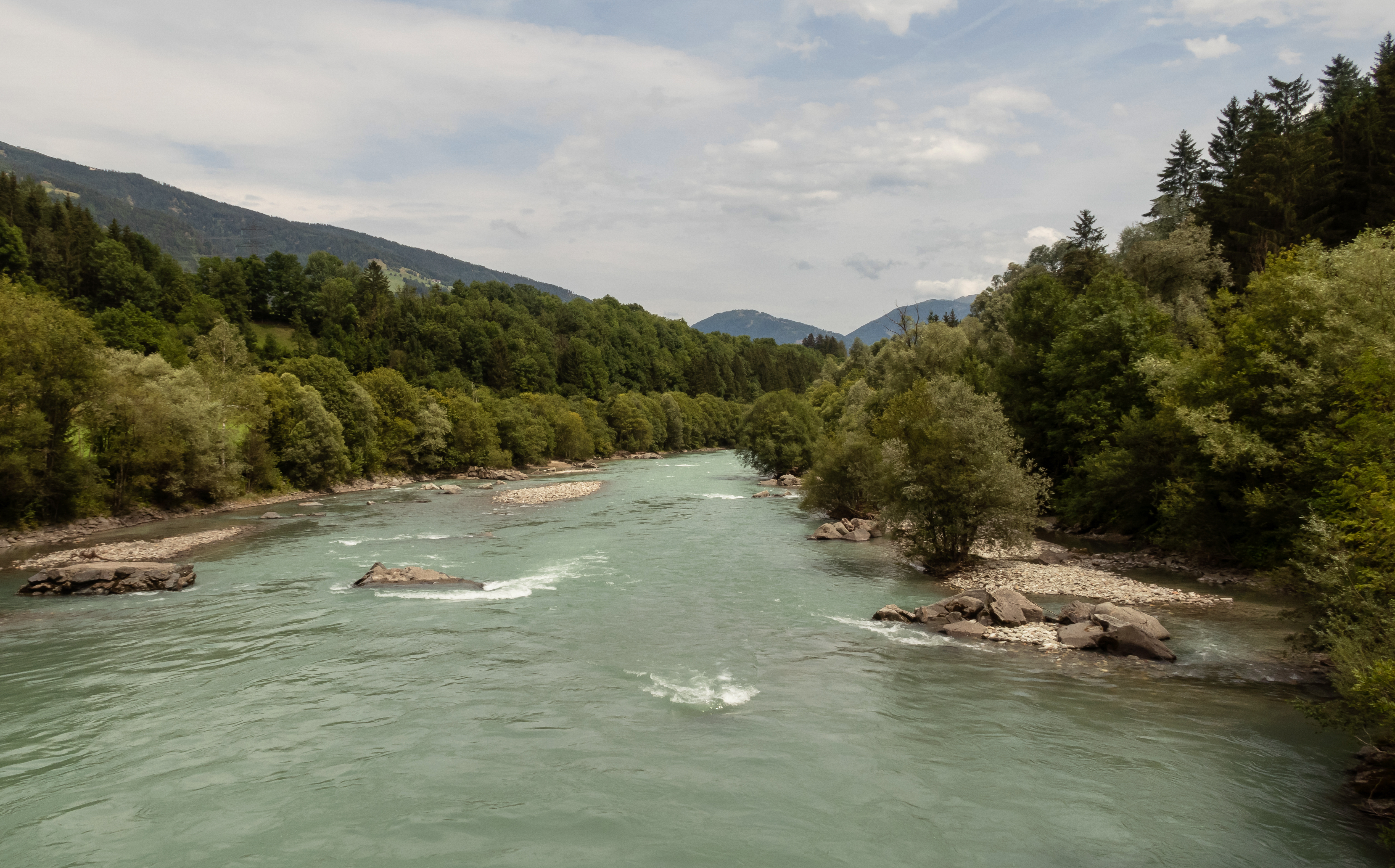
l'Isel près Oberlienz